# Joe Don Baker
Joe Don Baker (Groesbeck (Texas), 12 februari 1936 – Los Angeles, 7 mei 2025) was een Amerikaans film- en televisieacteur. Hij is bekend door rollen in speelfilms als Guns of the Magnificent Seven, Charley Varrick, Walking Tall, Mitchell, Final Justice, Fletch, Cape Fear, Mud en televisieseries als Edge of Darkness. Hij speelde twee verschillende rollen in de James Bond films: in The Living Daylights was hij de slechterik Brad Whitaker en in GoldenEye en  Tomorrow Never Dies vertolkte hij de rol van CIA agent Jack Wade.
Baker overleed op 7 mei 2025 op 89-jarige leeftijd.